# すずまさ
すずまさ（1960年2月17日 - ）は、劇団WAHAHA本舗所属の俳優・脚本家・放送作家。本名：鈴木 正人（すずき まさと）。千葉県出身。身長184cm、体重75kg。血液型O型。かつては鈴政とも表記していた。

## 来歴
かつては劇団東京ヴォードヴィルショーに在籍。その後、喰始や佐藤正宏らとともにWAHAHA本舗の設立に携わり、同劇団で作家兼役者としての活動を開始した。また、演劇の仕事と並行してテレビ番組とラジオ番組の構成も手掛けていた。
1990年に役者を一時引退し、以後しばらくはWAHAHA本舗所属の作家およびフリーの放送作家として活動していたが、2000年冬のディナーショーで役者に復帰した。役者に戻った後も、脚本家・放送作家としての活動を続けている。

## 脚本・出演

### 演劇
- LOVE STORY 11・12
- 史上最大の御愁傷様 大通夜
- 天地驚乱笑的芸術祭 大ザンス
- すずまさ・ソロリライブ
- 踊るショービジネス2 ダンス王
- 踊るショービジネスFINAL 満月ダンス御殿の花嫁
- 無駄な力

### ビデオ
- 竹中直人の放送禁止テレビ - 出演
- 嘉門達夫のよくわかるシリーズ（代官山プロダクション・アミューズビデオ） - 脚本
- 梅ちゃんの（有）セシボン探偵工務店〜4125ブラジル大作戦〜（エキスプレス） - 出演

### 映画
- クリスマス・クリスマス - 原案・脚本

### テレビ番組
- タモリ倶楽部（テレビ朝日） - 出演
- いい加減にします! （日本テレビ）
- 景山民夫の大人気セミナー（中京テレビ） - 出演
- ディズニー・オン・アイス（中京テレビ）
- クイズ!年の差なんて（フジテレビ）
- ウッチャンナンチャン（日本テレビ）
- 全員出席!笑うんだってば（日本テレビ）
- ウッチャン・ナンチャン with SHA.LA.LA. （日本テレビ）
- ラジごめII金曜日の王様（中京テレビ） - 構成・出演
- DAISUKI! （日本テレビ）
- ウンナン世界征服宣言（日本テレビ）
- ラジごめIIIホンジャマカ共和国（中京テレビ）
- 勇者のスタジアム・プロ野球好珍プレー（日本テレビ）
- 視聴率ダイオー（中部日本放送）
- 伝説音舗〜うれる堂〜（読売テレビ）
- WAHAHA本舗!大人の修学旅行・京都編[リンク切れ]（旅チャンネル） - 出演・構成
- キレイの台所（テレビ大阪）

### テレビドラマ
- 勝手に!カミタマン 第9話「三流神さま山田君登場」（フジテレビ） - 山田君 役
- ザ・ドラマチックナイト 都会のタコツボ師（フジテレビ）

### ラジオ番組
- 三宅裕司のヤングパラダイス（ニッポン放送）
- オールナイトニッポン（ニッポン放送）
- 宮沢りえのきまぐれリエゾンクラブ（ニッポン放送）
- 高杢禎彦のサンデーヒットパラダイス（ニッポン放送）

### CM
- 通勤快足（レナウン）

## 著書
- ワハハ本舗大図鑑 極端（2000年1月、TOKYO FM出版、ISBN 4-88745-035-4）